# 鲁班路站 (南宁)
鲁班路站是南宁轨道交通1号线的地铁车站，位于中华人民共和国广西壮族自治区南宁市西乡塘区大学东路与鲁班路交叉口地下。该站在2016年12月28日南宁轨道交通1号线西段通车时开放载客，设有4个出入口和1个岛式站台。

## 历史
鲁班路站在规划期间称为“心圩江站”，在2011年11月21日正式开工，是南宁轨道交通1号线动工时间较早的车站之一，于2013年12月31日完成主体结构的建设。1号线西段（石埠站－麻村站）在2016年11月底通过评审，具备与1号线东段（南湖站－火车东站）贯通运行的条件，并于12月28日开始试运行，鲁班路站也因此而启用，成为1号线的中途站之一。

## 设施

### 结构
鲁班路站长201米，宽19.2米，设有2层，地面为出入口，地下一层为站厅，地下二层为1号线月台（往石埠／火车东站）的位置。
| 地面     | 出入口                    | 出入口                   |
| 地下一层 | 大堂                      | 客服中心、商店、自助服務 |
| 地下二层 |                           | █ 1号线列車往石埠方向    |
| 地下二层 | 島式月台                  |                          |
| 地下二层 | █ 1号线列車往火车东站方向 |                          |

### 出入口
鲁班路形似狹長的方形，設有4個出入口，其中A出入口设有无障碍电梯。
| 出口編號            | 建議前往的目的地                                                                                         |
| ------------------- | --- |
| A出入口             | 鲁班路、荔园路、尧北路、广西华南烹饪学校、南宁市第二十中学、南宁市公安局西乡塘分局、心圩江公园、裕丰荔园 |
| B出入口             | 大学东路、木塘里、南宁市文华学校、大学路大厦                                                             |
| C出入口             | 西耐路、士林苑、南宁市机械厂鲁班路生活区、鲁班大厦                                                       |
| D出入口             | 鲁班路、广西大学、南宁永恒朗悦酒店                                                                       |
| 注： 設有无障碍电梯 | |

## 服务及接驳公交
由于1号线小交路（火车东站－广西大学站）不停靠本站，因此工作日期间，本站全天的发车间隔为7分钟。双休日期间，低峰（早上6時30分至11時）行车间隔为7分钟，高峰时段（早上11時30分至晚上8時）5分钟，平峰时段（晚上8時至11時）6分钟。从鲁班路站开往火车东站的首班车在每天上午6时32分开出，末班车在每天晚上11时17分开出；开往石埠站的首班车在每天上午6时52分开出，而末班车则在每天晚上11时37分开出。
乘客可在本站周围换乘南宁公交4路、24路、33路、34路、35路、46路、58路、66路、76路、88路、91路、204路、207路、222路、604路、605路等16条公交路线。